# Grupa gubińska
     grupy nordyckie
     kultura jastorfska
     grupa Harpstedt-Nienburg
     plemiona celtyckie
     kultura przeworska
     grupa gubińska
     kultura oksywska
     kultura wschodniobałtycka strefy leśnej
     kultura kurhanów zachodniobałtyjskich
     kultura zarubiniecka
     grupy estońskie
     grupy trackie
     kultura Poieneşti-Lukaševka

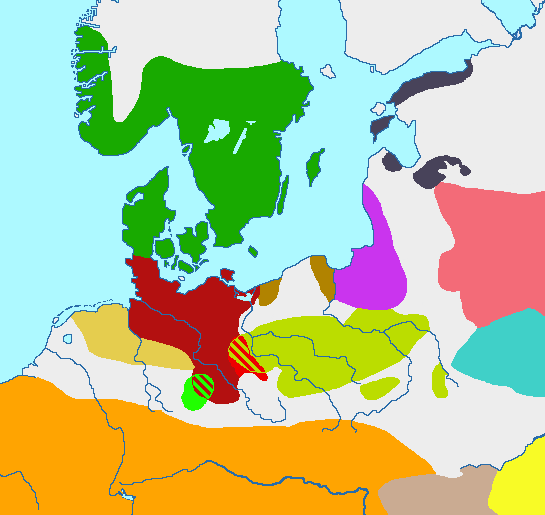
Kultury archeologiczne okresu przedrzymskiego epoki żelaza (600 lat p.n.e. – I w. p.n.e.)
grupy nordyckie
kultura jastorfska
grupa Harpstedt-Nienburg
plemiona celtyckie
kultura przeworska
grupa gubińska
kultura oksywska
kultura wschodniobałtycka strefy leśnej
kultura kurhanów zachodniobałtyjskich
kultura zarubiniecka
grupy estońskie
grupy trackie
kultura Poieneşti-Lukaševka

Grupa gubińska – grupa kultury jastorfskiej, ukształtowała się w tym samym okresie co grupa nadodrzańska.
Stanowiska tej kultury znaleziono w dolnym biegu Nysy Łużyckiej na lewym brzegu Odry. Ludność chowała zmarłych w grobach popielnicowych, nakrywanych misą lub kamieniem. Wyposażano ich w zestawy podobne jak u grupy nadodrzańskiej tj. w ozdoby i części stroju z brązu. Grupa gubińska wykazuje znaczne różnice w stosunku do kultury przeworskiej (być może spowodowane różnicami kulturowymi, pochodzeniem).
Zanik stanowisk tej kultury datowany jest na fazę A2 młodszego okresu przedrzymskiego (I poł. I w. p.n.e.) a spowodowany był ekspansją ludności Europy Środkowej na zachód oraz południe.